# Chopsocky
 (mars 2021).

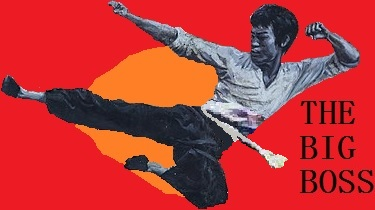

Le terme chopsocky (ou chop-socky) est utilisé aux États-Unis pour désigner les films d'arts martiaux et de kung fu produits principalement par le cinéma d'action hongkongais de la fin des années 1960 au début des années 1980. Il est inventé par le magazine Variety à la suite de l'explosion des films du genre sortis en 1973 aux États-Unis après le succès de La Main de fer,. Le terme est un jeu de mots sur « chop suey » (une soupe asiatique), combinant « chop » (un coup du tranchant de la main) et « sock » (un coup de poing).
Les films chopsocky se caractérisent généralement par des intrigues et des effets spéciaux exagérés (effets sonores particulièrement exagérés et parfois bizarres pendant les scènes de combat réelles) et une violence excessive. Le genre est également connu pour son doublage maladroit. Bien que le terme « chopsocky » soit couramment utilisé par les médias américains pour désigner le cinéma d'arts martiaux en général, le mot peut également être désobligeant. Une autre signification courante est une généralisation pour les films d'arts martiaux d'Asie ou de Hong Kong en particulier, sans nécessairement avoir de connotation négative. Le magazine Variety, à l'origine du terme, a défini le terme de « chopsocky » comme désignant simplement comme un film d'arts martiaux, sans connotations négatives.

## Succès mondial des films de kung-fu (années 1970 et 1980)
L'impact international du cinéma d'action hongkongais se manifeste d'abord sous la forme de films d'arts martiaux, spécialement les films de kung-fu des années 1970 et plus particulièrement ceux de Bruce Lee. Ses premières tentatives d'introduire les arts martiaux dans le cinéma occidental passent par des séries télévisées comme Le Frelon vert (1966) et Kung Fu (1972). L'engouement mondial pour le kung fu commence en 1973, avec le succès sans précédent des films d'arts martiaux de Hong Kong au box-office nord-américain. La Main de fer, avec Lo Lieh, est le premier film hongkongais à se hisser à la première place du box-office américain, ouvrant la voie à la percée de Bruce Lee avec The Big Boss. En mai 1973, le cinéma d'action de Hong Kong marque l'histoire du box-office américain, avec trois films étrangers occupant pour la première fois les trois premières places : The Big Boss, La Déchaînée de Shanghai (en), et La Main de fer. Lee poursuit son succès avec La Fureur de vaincre, qui domine également le box-office américain le mois suivant.
Les films de kung-fu sortis aux États-Unis ciblent initialement uniquement le public asiatique américain, avant de connaître un succès éclatant chez les Afro-Américains et Hispaniques, puis chez les Américains blancs de la classe ouvrière. Ils deviennent rapidement un succès mondial, autant en Asie, qu'en Europe ou dans le tiers monde. Cela ouvre la voie à la percée posthume de Lee à Hollywood avec la coproduction américano-hongkongaise Opération Dragon (1973). Le cinéma d'arts martiaux de Hong Kong inspire ensuite une vague de films d'action et de séries télévisées occidentales tout au long des années 1970 à 1990 (lançant les carrières de stars occidentales telles que Jean-Claude Van Damme, Steven Seagal ou Chuck Norris), ainsi que l'intégration plus générale des arts martiaux asiatiques dans les films d'action et les séries télévisées occidentales dans les années 1990.
Sascha Matuszak de Vice écrit que Opération Dragon « est référencé dans toutes sortes de médias, l'intrigue et les personnages continuent d'influencer les scénaristes aujourd'hui, et l'impact a été particulièrement ressenti dans la manière révolutionnaire dont le film dépeint les Afro-Américains, les Asiatiques et les arts martiaux traditionnels ». Chen Kuan-hsing et Chua Beng-huat cite les scènes de combat des films hongkongais comme ayant influencé la manière dont elles ont lancé une « histoire élémentaire du bien contre le mal d'une manière si saturée de spectacle ».
Au Japon, les mangas Ken le Survivant (1983–1988) et Dragon Ball (1984–1995) ont été influencées par les films d'arts martiaux de Hong Kong, en particulier les films de kung-fu des années 1970 tels que Opération Dragon de Bruce Lee et Le Maître chinois (1978) de Jackie Chan,. À leur tour, ils sont considérés comme ayant établi les tendances du shōnen à partir des années 1980,
De même en Inde, les films d'arts martiaux de Hong Kong ont eu une influence sur les films masala de Bollywood. Après le succès des films de Bruce Lee (comme Opération Dragon) en Inde, Deewaar (1975) et plus tard les films de Bollywood ont incorporé des scènes de combat inspirées des films d'arts martiaux de Hong Kong des années 1970 jusqu'aux années 1990. Les scènes d'action de Bollywood ont imité Hong Kong plutôt que Hollywood, mettant l'accent sur les acrobaties et les cascades et combinant le kung-fu (tel que perçu par les Indiens) avec les arts martiaux indiens (en) tels que le pehlwani.
Les films d'arts martiaux de Hong Kong tels que Opération Dragon sont à la base des jeux de combat. La franchise vidéoludique Street Fighter (début 1987) est inspiré par ce film, avec un gameplay centré autour d'un tournoi de combat international et le fait que chaque personnage ait une combinaison unique d'ethnicité, de nationalité et de style de combat. Street Fighter a ensuite défini le modèle pour tous les jeux de combat qui ont suivi. Le beat 'em up Kung-Fu Master qui le précède en 1984 est également basé sur un autre film de Bruce Lee, Le Jeu de la mort (1972), et de Jackie Chan, Soif de justice (1984).
Le succès des films de Bruce Lee a contribué à populariser le concept d'arts martiaux mixtes (MMA) en Occident via sa philosophie du jeet kune do. En 2004, Dana White, le fondateur de l'Ultimate Fighting Championship, a désigné Lee comme le « père des arts martiaux mixtes ». Le parkour a également été influencé par les singeries acrobatiques de Jackie Chan dans ses films d'action hongkongais,, ainsi que par la philosophie de Bruce Lee.